# Klaus Maurer
Klaus Maurer (* 30. September 1958 in Velbert) war als Oberbranddirektor Leiter der Berufsfeuerwehr Hamburg.
Maurer studierte von 1979 bis 1984 an der Universität Wuppertal und war von 1984 bis 1987 dort wissenschaftlicher Angestellter am Lehrstuhl für Baumechanik.
Von 1987 bis 2001 war er bei der Berufsfeuerwehr Köln beschäftigt, zuletzt als deren stellvertretender Leiter. Von 2001 bis 2006 leitete er die Branddirektion Karlsruhe, von 2006 bis 2018 die  Berufsfeuerwehr Hamburg.
Klaus Maurer entwickelte das nach ihm benannte Maurer-Schema.